# إيرا غيرشوين
إيرا غيرشوين (بالإنجليزية: Ira Gershwin)‏ (و. 1896 – 1983 م) هو شاعر غنائي، وملحن، وكاتب، وكاتب أغاني، وواضع كلمات الأوبرا، وشاعر أمريكي، ولد في مانهاتن، توفي في بيفرلي هيلز كاليفورنيا، عن عمر يناهز 87 عاماً.

## التعليم
تعلم في كلية مدينة نيويورك.

## جوائز
حصل على جوائز منها:
- نجمة على ممر الشهرة في هوليوود (5 يونيو 1998)[8]
- جائزة غرامي للأمناء [الإنجليزية]‏ (1986)
- ميدالية الكونغرس الذهبية
- جائزة بوليتزر عن فئة الدراما.

## وصلات خارجية
- إيرا غيرشوين على موقع IMDb (الإنجليزية)
- إيرا غيرشوين على موقع الموسوعة البريطانية (الإنجليزية)
- إيرا غيرشوين على موقع ميوزك برينز (الإنجليزية)
- إيرا غيرشوين على موقع أول موفي (الإنجليزية)
- إيرا غيرشوين على موقع قاعدة بيانات برودواي على الإنترنت (الإنجليزية)
- إيرا غيرشوين على موقع قاعدة بيانات برودواي على الإنترنت (الإنجليزية)
- إيرا غيرشوين على موقع قاعدة بيانات برودواي على الإنترنت (الإنجليزية)
- إيرا غيرشوين على موقع قاعدة بيانات الأفلام السويدية (السويدية)
- إيرا غيرشوين على موقع إن إن دي بي (الإنجليزية)
- إيرا غيرشوين على موقع أول ميوزيك (الإنجليزية)